# (11520) Fromm
(11520) Fromm ist ein Asteroid des Hauptgürtels, der am 8. April 1991 vom belgischen Astronom Eric Walter Elst am La-Silla-Observatorium (IAU-Code 809) der Europäischen Südsternwarte in Chile entdeckt wurde.
In der AstDyS-2-Datenbank wird (11520) Fromm als Mitglied der Levin-Familie geführt, benannt nach dem Asteroiden (2076) Levin.
Der Asteroid wurde am 23. Mai 2000 nach dem deutsch-US-amerikanischen Psychoanalytiker, Philosophen und Sozialpsychologen Erich Fromm (1900–1980) benannt.